# مک مک‌دانلد
مک مک‌دانلد (انگلیسی: Mac McDonald؛ زادهٔ ۱۸ ژوئن ۱۹۴۹) یک هنرپیشه اهل ایالات متحده آمریکا است.
او در فیلم‌های خانه روسی و ممفیس بل بازی کرده‌است.